# SNCASO Deltaviex
Dimensions
Le SNCASO Deltaviex ou SNCASO-ONERA Deltaviex est un petit avion à réaction expérimental français, qui a volé pour la première fois le 30 avril 1954 et qui se distingue par ses ailes à faible envergure et à grande flèche.
Il a été conçu pour explorer la possibilité de contrôler le roulis et le lacet avec de fins jets d'air purgés du compresseur du moteur.

## Préservation
L'unique exemplaire est préservé depuis 1984 par les Ailes Anciennes Toulouse.